# 沙城 (加利福尼亚州)
沙城（英語：Sand City），是美国加利福尼亚州蒙特雷县下属的一座城市。建市于1960年5月31日，面积大约为0.56平方英里（1.5平方公里）。根据2010年美国人口普查，该市有人口334人。